# Arsínoe de Macedonia
Arsínoe, (En griego Ἀρσινόην) fue la madre de Ptolomeo I Sóter, rey de Egipto.
Formaba parte de una familia noble de Macedonia, la familia de los Lincestes o Lincestis del Lincéstide o Linco de la Alta Grecia, emparentada con los reyes macedonios. Sin embargo, algunos autores de la Antigüedad se hacían eco de rumores que decían que había sido una concubina del rey Filipo II de Macedonia, el padre de Alejandro Magno, y fue entregada en matrimonio al también macedonio Lagos (del que deriva el nombre de lágidas que denominaría a la dinastía ptolemaica) estando embarazada del que sería Ptolomeo I. Por esto los macedonios consideraban a Ptolomeo como hijo de Filipo.